# Injambakkam
Injambakkam è una suddivisione dell'India, classificata come census town, di 10.084 abitanti, situata nel distretto di Kanchipuram, nello stato federato del Tamil Nadu. In base al numero di abitanti la città rientra nella classe IV (da 10.000 a 19.999 persone).

## Geografia fisica
La città è situata a 12° 55' 32 N e 80° 15' 08 E.

## Società

### Evoluzione demografica
Al censimento del 2001 la popolazione di Injambakkam assommava a 10.084 persone, delle quali 5.272 maschi e 4.812 femmine. I bambini di età inferiore o uguale ai sei anni assommavano a 1.493, dei quali 791 maschi e 702 femmine. Infine, coloro che erano in grado di saper almeno leggere e scrivere erano 7.390, dei quali 4.117 maschi e 3.273 femmine.